# Aëtius' veldtocht in de Alpen
Aëtius veldtocht in de Alpen was een militaire campagne van het Romeinse leger in het noordelijke Alpengebied, waar de diocesen Raetia en Noricum gesitueerd waren. De campagne was gericht tegen de Juthungen en de opstandige bevolking van Noricum (de Nori). De bevelvoering van de campagne lag in handen van magister militium Aëtius en deze ving aan in het voorjaar van 430. In mei werd de campagne onderbroken om in het jaar daaropvolgend voorgezet te worden.

## Achtergrond
Het Romeinse Rijk was tegen het einde van de vierde eeuw in een moeilijk pakket terecht gekomen toen het Oost-Romeinse leger een zware nederlaag leed bij Adrianopel tegen de Goten in 378. Daarna braken er een reeks burgeroorlogen uit die de situatie verergerde. In 395 werd het rijk in tweeën gesplitst en behoorden Raetia en Noricum bij het westelijke rijk. 
Eind vierde eeuw waren de leefomstandigheden voor de burgerbevolking ten noorden van de Alpen nog steeds draaglijk. Stilicho's campagne tegen Alarik in de Gotische oorlog in 403 en de doortocht van Radagaisus leger in 405 was hen bespaard gebleven. Desondanks ondervond de bevolking steeds meer de nadelige gevolgen van de uitputtende oorlogen die het leger voerde om het Romeinse rijk in stand te houden. Om het leger enigszins op peil te houden werden voortdurend eenheden onttrokken aan de grens en werd het aangevuld met barbaarse foederati. Bovendien was het leger een enorme kostenpost voor het rijk. Als gevolg van de interne conflicten en defensieve gevechten tegen barbaren ervoer de bevolking een toenemende belastingdruk. Historici zien in deze verslechterde economische omstandigheden de belangrijkste oorzaak van de onvrede die in de jaren rond 430/431 tot de opstand van de Nori leidde. Heather suggereert dat de opstand gelijk was als die van de Bagaudae in Bretagne en Spanje. Volgens hem was het niet meer geweest dan een beslissing van de bevolking om zichzelf te organiseren nadat het rijk hen meer dan twee decennia aan hun lot had overgelaten.
Door Hydatius wordt de inval van de Juthungen en de opstand van de Nori in een zin genoemd, hetgeen mogelijk erop duidt dat de inval en opstand gelijktijdig plaatsvonden. De Juthungen waren een Germaanse stam woonachtig ten noorden van Donau die zich in de geschiedenis al eerder van zich hadden laten horen. De laatste keer was tijdens een inval in 383 geweest onder het bewind van keizer Valentinianus II.

## Aanvang

### Inval van de Juthungen
Eind 429 of begin 430 staken de Juthungen de Donaugrens over en vielen de provincie Raetia Segunda binnen.
Gelijk als bij andere gelegenheden in de geschiedenis van het Romeinse rijk, was de troepenvermindering aan de grens en de invasie van de Vandalen in Afrika de meest aannemelijke reden voor de Juthungen om het rijk binnen vielen.
Aëtius, sinds 429 benoemd tot magister equitum praesentalis en daarmee in rang gelijk aan Felix, beëindigde zijn campagne tegen de Goten bij Arles en bracht zijn leger in stelling.
Het leger dat hij aanvoerde bestond uit zijn eigen Hunse bucellari en delen van het keizerlijk leger de praesentalis uit Italië. De latere keizer Avitus en Merobaudes maakten eveneens deel uit van dit leger.

### Veldslag nabij Augusta Vindilicorum
Zodra de Alpenpassen begaanbaar waren, trok het leger naar Raetia in het noorden en voerde strijd tegen de invallers. Naar alle waarschijnlijkheid vonden bij de stad Augusta Vindelicorum (het huidige Augsburg) gevechten plaats. De veldtocht eindigde met een snelle en complete overwinning van de Romeinen. In deze stad is een inscriptie gevonden die in verband wordt gebracht met de veldtocht van Aëtius in Raetia. Volgens een andere inscriptie onderscheidde Merobaudes zich in de strijd. Hij werd hiervoor geëerd met een standbeeld op het Forum van Trajanus.

### Samenzwering in Ravenna
Men gaat er vanuit dat Aetius de terugtrekkende Juthungen niet over de rivier de Donau achtervolgde. Berichten over de slecht verlopen campagne tegen de Vandalen in Afrika noopte hem zijn veldtocht te onderbreken. Hij keerde met zijn leger terug naar Ravenna voor overleg. Het overleg met zijn collega magister militum praesentalis Felix, over de te volgen strategie leidde echter tot een crisis. Volgens Wijnendaele lag de rivaliteit tussen Aetius en Felix hieraan ten grondslag. Deze kwam tot een uitbarsting, omdat Aëtius een deel van zijn troepenmacht moest afstaan voor de oorlog tegen de Vandalen. Er brak muiterij uit bij dit legeronderdeel die een aanslag pleegden op Felix. Hij werd vermoord samen met zijn vrouw. Prosper wijst naar Aëtius als zou die hierin de hand hebben gehad.

### Voorzetting van de campagne tegen de Nori
In 431 hervatte Aetius zijn veldtocht in de noordelijke Alpen, dit keer zette hij zijn leger in tegen de opstandige inwoners van de provincie Noricum. De opstand van de Nori werd met geweld neergeslagen. Volgens Wijnendaele brandschatte hij de provincie en keerde hij beladen met buit terug in Italië. De spelen die in 432 in Rome ter ere van hem werden gehouden, werden hiermee bekostigd.

## Nasleep
Na de val van Felix is Aëtius de machtigste militair van het West-Romeinse rijk geworden. 
Het optreden van Aëtius zette kwaad bloed bij het keizerlijk gezag in Ravenna. De spanning tussen de eigenzinnige generaal en Galla Placidia bracht haar ertoe al haar pionnen op Bonifatius te zetten en ze liet Aëtius vallen. Als Aëtius in 432 Italië verlaten heeft om deel te nemen aan de oorlog tegen de Franken, laat zij Bonifatius terugkomen uit Afrika en benoemt hem tot haar nieuwe legerleider. De reactie van Aëtius laat niet lang op zich wachten en er breekt een burgeroolog tussen hem en Bonifatius uit.